# Miltonvale
Miltonvale es una ciudad ubicada en el condado de Cloud en el estado estadounidense de Kansas. En el año 2010 tenía una población de 539 habitantes y una densidad poblacional de 269,5 personas por km².

## Geografía
Miltonvale se encuentra ubicada en las coordenadas 39°20′55″N 97°27′12″O / 39.34861, -97.45333 (39.348587, -97.453211).

## Demografía
Según la Oficina del Censo en 2000 los ingresos medios por hogar en la localidad eran de $24,828 y los ingresos medios por familia eran $32,750. Los hombres tenían unos ingresos medios de $24,500 frente a los $14,500 para las mujeres. La renta per cápita para la localidad era de $14,710. Alrededor del 11.1% de la población estaban por debajo del umbral de pobreza.